# King of the Distant Forest
King of the Distant Forest è il secondo album in studio del gruppo musicale Mithotyn, pubblicato nel 1998 dalla Invasion Records.

## Tracce
1. "King of the Distant Forest" – 5:19
2. "Hail Me" – 6:37
3. "From the Frozen Plains" – 5:49
4. "On Misty Pathways" – 5:13
5. "The Legacy" – 5:28
6. "Trollvisa" – 1:53
7. "Under the Banner" – 5:36
8. "We March" – 5:44
9. "The Vengeance" – 5:54
10. "Masters of Wilderness" – 5:41
11. "In a Time of Tales" – 3:33

## Formazione
- Stefan Weinerhall - voce, chitarra
- Karl Beckmann - voce, chitarra, tastiere
- Rickard Martinsson - voce, basso
- Karsten Larsson - batteria